# Kyle Richardson (football américain)
(en) Statistiques sur pro-football-reference
Kyle Davis Richardson, né le 2 mars 1973 à Farmington, est un joueur américain de football américain.

## Biographie

### Enfance
Richardson étudie à la Farmington High School et intègre les équipes de football américain, de basket-ball et d'athlétisme,. Pour sa dernière année lycéenne, il permet à Farmington d'accéder aux demi-finales du championnat du Missouri et remporte le titre de MVP de l'équipe. Richardson évolue aux postes de wide receiver, defensive back, kicker et punter et reçoit des honneurs aux niveaux de la conférence et de la région.

### Carrière

#### Université
Il entre à l'université d'État de l'Arkansas en 1991 et joue pour l'équipe des Red Wolves pendant quatre ans,. En 2013, Arkansas State annonce qu'il est le punter le plus efficace de son histoire avec 10 917 yards bottés par le joueur durant son parcours universitaire. Richardson reçoit une mention honorable de la Big West Conference en 1994 et fait partie de l'équipe de la saison de la Big West en 1995.

#### Professionnel
Kyle Richardson n'est sélectionné par aucune équipe lors de la draft 1996 de la NFL et intègre le Fire du Rhein, en World League of American Football, et dispute la saison 1997 avec cette équipe avant de signer un contrat de deux ans avec les Dolphins de Miami,. Lors de ses débuts, il réalise notamment un punt de soixante-neuf yards face aux Jets de New York. Richardson dispute trois rencontres avec Miami avant d'être remercié et de jouer deux matchs avec les Seahawks de Seattle lors de la même saison.
En 1998, le punter signe avec les Ravens de Baltimore et s'impose à son poste de prédilection, remportant le Super Bowl XXXV avec les Ravens et disputant quatre saisons pleines. Cette période est la meilleure de la carrière de Richardson, dominant le classement des punts tombant sous la ligne des vingt yards adverses en 1999 et 2000. Au moment de son retour à Farmington, son maillot est retiré par le lycée de la ville, là où il portait le numéro 9. Agent libre après la saison 2001, Richardson se rend chez les Vikings du Minnesota, disputant une saison, avant d'être poussé vers la sortie et de signer pour les Eagles de Philadelphie. Cependant, il est résilié lors de la pré-saison, en plein mois d'août, et doit attendre deux mois avant de trouver une nouvelle équipe, les Bengals de Cincinnati. Après une saison 2003 pleine et un exercice 2004 vierge, il termine sa carrière par une dernière pige chez les Browns de Cleveland et s'installe en Floride en 2007,.